# Cranium
Cranium est un jeu de société développé en 1998 et distribué par la sous-division Cranium inc. de la compagnie américaine Hasbro.

## Historique
Le jeu Cranium est créé en 1998 à Seattle par les Américains Richard Tait et Whit Alexander.
En janvier 2008, Hasbro annonce l'acquisition de Cranium pour $77,5 millions.

## Concept
Dans sa version originale, le jeu introduit quatre catégories de jeu :
- neuro naute : connaissances générales géographiques, politiques, historiques ou faits divers. L'équipe A doit trouver d'un commun accord la solution à l'aide d'indices lus par l'équipe B ;

- étoile montante : mime, fredonner, imitations. Le membre 1 de l'équipe A doit faire deviner la réponse au membre 2 de l'équipe A ;

- chat d'œuvre : dessin, sculpture sur pâte à modeler. Le membre 1 de l'équipe A doit faire deviner la réponse au membre 2 de l'équipe A ;

- vocabu ver : épellation (à l'endroit ou à l'envers), anagrammes, phrases incomplètes. L'équipe A doit trouver d'un commun accord la solution à l'aide d'indices lus par l'équipe B.

## Variantes
En 2010 le jeu a vu une deuxième version avec 600 nouvelles questions (contre 800 dans la première version) et un plateau pliable, selon qu'on veut faire une partie très rapide - 30 minutes - ou non. Il s'agit là de l'intégration de la variante Turbo (non adaptée en français).
Outre les mises à jour des cartes de questions, voici les différentes variantes du jeu créées depuis 1998 qui ont été adaptées en français :
- Cranium - édition famille : Version ouverte à un public plus jeune (à partir de 8 ans). Distribué directement par Hasbro au Canada[2] et peu de temps en France par TF1 Games.

- Cranium - Junior (l'île de Cariboo au Canada[2], Cadoo en version originale et dans les premières éditions) : Toujours avec les quatre catégories, cette version s'adresse aux jeunes enfants (à partir de 5 ans).

- Cranium Black (en France[3] et en Belgique[4], Cranium Wow au Canada et en version originale) : Les pions sont remplacés par des personnages personnalisables dans cette version dite Deluxe qui comporte 600 nouvelles questions et peut se jouer à partir de 2 joueurs. Elle intègre en fait les variantes des versions Turbo (parties rapides) et Hoopla (2 joueurs) non adaptées en français.